# Грёбенцелль
Грёбенцелль (нем. Gröbenzell) — община в Германии, в земле Бавария. 
Подчиняется административному округу Верхняя Бавария. Входит в состав района Фюрстенфельдбрукк.  Население составляет 19 512 человек (на 31 декабря 2010 года). Занимает площадь 6,36 км².

## Города-побратимы
- Гарш, Франция